# Le Diamant du Rajah
Le Diamant du Rajah (titre original : Latter Day Arabian Nights: The Rajah's Diamond ) est un recueil de nouvelles écrites par Robert Louis Stevenson publié de juin à octobre 1878.

## Historique
Le Diamant du Rajah, est un recueil de nouvelles écrites par Robert Louis Stevenson  publié entre le 8 juin et le 26 octobre 1878 dans la revue London avec un autre recueil Le Club du suicide.

Le Club du suicide et Le Diamant du Rajah font partie du premier volume de l'édition de 1882 des Nouvelles Mille et Une Nuits.

## Contenu
Le recueil contient les titres suivants :
- Histoire du carton à chapeau (Story of the Bandbox)

où M. Harry Hartley, secrétaire particulier du général de division Sir Thomas Vandeleur, congédié par la botte martiale de celui-ci, se voit confier un carton à chapeau par Lady Vandeleur...
- Histoire du jeune ecclésiastique (Story of the Young Man in Holy Orders)

où le révérend Simon Rolles découvre un écrin échappé du carton à chapeau...
- Histoire de la maison aux stores verts (Story of the House with the Green Blinds)

où Francis Scrymgeour, employé à la Banque d'Écosse à Édimbourg, se retrouve dans Paris à surveiller une maison aux volets verts, avec le diamant du rajah dans sa poche et espérant épouser Mlle Vandeleur...
- Aventure du prince Florizel et du détective (The Adventure of Prince Florizel and a Detective)

où le prince Florizel, escorté par un détective, se débarrasse du diamant maudit...

## Éditions en anglais
- Latter Day Arabian Nights: The Rajah's Diamond, dans la revue London, en juin 1878.
- The Rajah's Diamond, dans New Arabian Nights chez Chatto & Windus, 1882

## Traductions en français
- Le Diamant du Rajah, traduit par Thérèse Bentzon, Paris, 1882
- Le Diamant du Rajah, traduction par Charles Ballarin, Stevenson, Œuvres, tome I, Éditions Gallimard, « Bibliothèque de la Pléiade », 2001.

## Adaptations
- 1979 : Le Club du suicide (Priklyucheniya printsa Florizelya), un téléfilm russe de Ievgueni Tatarski, avec Oleg Dal et Donatas Banionis, également basé sur la nouvelle Le Club du suicide.